# Sphallambyx
Sphallambyx är ett släkte av skalbaggar. Sphallambyx ingår i familjen långhorningar.
Kladogram enligt Catalogue of Life:
| Sphallambyx | \| \| Sphallambyx chabrillacii \| \| \| \| \| \| Sphallambyx mexicanum \| \| \| \| \| \| Sphallambyx superbum \| \| \| \| |
|             | \| \| Sphallambyx chabrillacii \| \| \| \| \| \| Sphallambyx mexicanum \| \| \| \| \| \| Sphallambyx superbum \| \| \| \| |
|             | Sphallambyx chabrillacii                                                                                                  |
|             | |
|             | Sphallambyx mexicanum |
|             | |
|             | Sphallambyx superbum |
|             | |